# Caroline Trapp
Caroline Elisabeth Trapp, född 25 februari 1949 i Karlstads församling, är en svensk agronom och Lantbrukarnas riksförbunds ordförande  mellan 2001 och 2005. Hon är moster till Per Bolund.

## Biografi
Caroline Trapp föddes i Karlstad, där hon bodde till åtta års ålder. Fadern var militär och familjen flyttade mycket. Hon tillbringade större delen av sin uppväxt i Stockholm.
Trapp utbildade sig till agronom vid SLU Campus Ultuna utanför Uppsala. Hon gjorde sitt examensarbete i Etiopien, där hon även träffades sin man Gunnar Hannu. Senare utbildade Trapp sig till växtodlingslärare och började arbeta på Grans naturbruksskola i Öjebyn i Piteå, där hon sedermera blev rektor.
Trapp är gift och har tre barn.

## Engagemang i Lantbrukarnas riksförbund
Caroline Trapp var medlem i LRF:s styrelse i tio år (1995–2005), varav de fyra sista åren var som ordförande. Hon var den första kvinnan på posten. Trapps tid som ordförande för LRF präglades av förändringsarbete och 2002 lanserades visionen "Vi får landet att växa" med syfte att modernisera organisationen; "organisationen ska inte längre enbart vara till för traditionella lantbrukare utan 'medverka till utvecklingen av företag och företagare som baserar sin verksamhet på jord och skog".
2004, ett år innan mandatperiodens slut, kom valberedningen med förslaget att byta ut stora delar av styrelsen och entlediga Caroline Trapp som ordförande till förmån för Staffan Danielsson. Detta skedde på grund av kritik mot hennes och styrelsens ledarstil, som inte ansågs motsvara LRF:s arbete  med "föryngring och förskjutning mot de tunga lantbruksområdena". Efter en sluten omröstning på LRF:s riksförbundsstämma i Västerås stod det dock klart att Trapp hade fortsatt förtroende; 113 ombud röstade för och 85 röstade emot. Hon avgick som ordförande 2005 efter mandatperiodens slut.